# Marvin Ceballos
Marvin Jose Ceballos Flores (* 22. April 1992 in Guatemala-Stadt) ist ein guatemaltekischer Fußballspieler. Der Mittelfeldspieler ist guatemaltekischer Nationalspieler.

## Karriere

### Verein
Er begann seine Karriere beim CSD Comunicaciones, mit dem er die Guatemaltekische Meisterschaft die Apertura 2011 gewann. Allerdings wurde er am Ende der Saison wie auch seine beiden Mitspieler Adolfo Machado und Fredy Thompson bei einer Dopingkontrolle positiv auf Boldenon getestet und für zwei Jahre gesperrt. Nach seiner Sperre gewann Ceballos mit Comunicaciones die Titel der Clausura 2014 und Apertura 2014. 2015 wechselte er in die North American Soccer League zu Indy Eleven. Nach nur einer Saison bei Indy wechselte Ceballos zum Ligakonkurrenten Carolina RailHawks.

### Nationalmannschaft
Ceballos wurde 2010 erstmals in die guatemaltekische Nationalmannschaft berufen. 2011 nahm an der U-20-Weltmeisterschaft teil, bei der Guatemala das Achtelfinale erreichte. 2014 wurde er in der Qualifikation zum CONCACAF Gold Cup 2015 eingesetzt.